# Martin Netolický
Martin Netolický (ur. 22 września 1982 w Uściu nad Orlicą) – czeski nauczyciel akademicki i samorządowiec, doktor nauk prawnych w zakresie prawa podatkowego, od 2012 roku hetman kraju pardubickiego.

## Życiorys

### Działalność naukowa i wykształcenie
W 2001 roku ukończył liceum w Českiej Třebovej. W 2002 roku założył własną działalność gospodarczą. W 2006 roku na Uniwersytecie Masaryka uzyskał tytuł magistra w dziedzinie prawa na podstawie pracy pt. Wzajemne oddziaływanie administracji państwowej i samorządu gmin i regionów. W 2007 roku na tej samej uczelni ukończył studia z zakresu prawa finansowego. W maju 2008 roku podjął pracę jako adiunkt w Katedrze Nauk o Administracji i Prawa Administracyjnego Wydziału Prawa Uniwersytetu Palackiego. W 2010 roku uzyskał doktorat w zakresie nauk prawnych o specjalizacji w prawie podatkowym, jego promotorką była dr Ivana Parízková.

### Działalność polityczna
W latach 2002–2006 był asystentem deputowanego do parlamentu Czech Radka Martínki. Następnie od 2005 do 2006 roku był doradcą Ministra Rozwoju Regionalnego. W październiku 2006 roku został wybrany radnym Českiej Třebovej. W radzie miasta został przewodniczącym Komisji Rewizyjnej. W 2008 roku wybrano go natomiast radnym kraju pardubickiego. Został przewodniczącym klubu radnych Czeskiej Partii Socjaldemokratycznej oraz wiceprzewodniczącym Komisji Finansów. W listopadzie 2010 roku uzyskał reelekcję jako radny miasta. W październiku 2012 roku ponownie został radnym kraju. 2 listopada tego samego roku wybrano go hetmanem kraju.
W wyborach w 2014 roku jeszcze raz wybrano go radnym Českiej Třebovej. W wyborach regionalnych w 2016 roku ponownie wybrano go radnym kraju. W ramach koalicji z KDU-ČSL, SNK Europejskimi Demokratami, STAN i Obywatelską Partią Demokratyczną ponownie został hetmanem kraju. W kwietniu 2018 roku został wiceprzewodniczącym Czeskiej Partii Socjaldemokratycznej. W tym samym roku uzyskał reelekcję jako radny miasta. W 2020 roku ponownie został radnym kraju, po wyborach radni znowu powołali go na funkcję hetmana. W 2022 roku ponownie wybrano go radnym miasta.